# Šola
Šola je  vzgojno-izobraževalna ustanova, ki z različnimi oblikami pouka omogoča učencem (dijakom, študentom) organizirano, sistematično pridobivanje znanja in/ali spretnosti.

## Vrste šol po stopnji izobraževanja

### Predšolska vzgoja
Predšolsko vzgojo v vrtcih izvajajo javni in zasebni vrtci. V vrtce se vključujejo otroci od enega leta starosti do vstopa v šolo. Predšolska vzgoja ni obvezna, razen priprave na šolo leto pred vstopom v šolo. V obdobju do popolne uveljavitve 9-letne osnovne šole bo priprava na osnovno šolo potekala po predpisih, ki so veljali pred novim zakonom. Zagotavljanje predšolske vzgoje je ena izmed temeljnih nalog občine, zato vrtce ustanavljajo in financirajo občine.

### Primarno izobraževanje
Osnovnošolsko izobraževanje izvajajo osnovne šole, osnovne šole s prilagojenim programom, glasbene šole ter zavodi za vzgojo in izobraževanje otrok s posebnimi potrebami. Osnovnošolsko izobraževanje odraslih je organizirano v posebnih oddelkih osnovnih šol, v osnovnih šolah za odrasle in na ljudskih univerzah. Za tujce je organizirana mednarodna šola.
Po novem Zakonu o osnovni šoli se je septembra 1999 začelo postopno uvajanje programa 9-letne osnovne šole v 1. in 6. razredu s programom 7. razreda.
Splošni cilj osnovnih šol je učencem dati temeljno znanje in jih pripraviti na nadaljnje šolanje ter usposabljanje za poklicno in osebno življenje. Učenci se naučijo razumevati osnovne zakone o naravi, družbi in človeku, razvijajo govorno kulturo in radovednost, potrebo po stalnem učenju, prijateljskih stikih z vrstniki in odraslimi; šole jih vzpodbujajo pri razvijanju interesov in sposobnosti ter oblikujejo njihove navade.
Obvezna osnovna šola je za otroke in mladino brezplačna. Vendar pa morajo učenci plačevati šolske potrebščine in delovne zvezke. S šolskim letom 2008-09 je izposoja učbenikov brezplačna. Večinoma sami plačajo prehrano, stroške prevoza v šolo pa poravnajo občine. Če učencem ni mogoče zagotoviti prevoza v osnovno šolo, imajo pravico do brezplačne oskrbe v kraju izobraževanja in pravico do brezplačnega prevoza domov ob pouka prostih dnevih.

### Sekundarno izobraževanje
Srednješolsko izobraževanje v Republiki Sloveniji se deli na splošno ter na poklicno in strokovno izobraževanje.
Srednješolsko poklicno in strokovno izobraževanje
- nižje poklicno izobraževanje
- srednje poklicno izobraževanje
- srednje strokovno izobraževanje
- poklicno-tehniško izobraževanje
- poklicni tečaj
- mojstrski, delovodski in poslovodski izpiti

Srednješolsko splošno izobraževanje (Gimnazijski programi)
- gimnazije splošnega tipa
  - klasična gimnazija
  - program mednarodne mature
  - gimnazijski programi zasebnih šol
- strokovne gimnazije
  - tehniška gimnazija
  - ekonomska gimnazija
  - umetniška gimnazija
- maturitetni tečaj

### Terciarno izobraževanje
Visoko šolstvo in višje strokovno izobraževanje - v svetu in na Slovenskem čedalje večkrat imenovano terciarno izobraževanje - se je v zadnjih desetletjih organizacijsko in vsebinsko močno spreminjalo.
Razlikujemo različne študijske poti:
- dveletne višješolske strokovne izobraževalne programe po zakonu o poklicnem in strokovnem izobraževanju,
- po zakonu o visokem šolstvu pa triletne visokošolske strokovne študijske programe, štiri do šestletne univerzitetne programe ter
- za zdaj tri vrste podiplomskih študijskih programov: specializacijo, magisterij in doktorat znanosti.

Vrste šol po načinu financiranja: 
- javno šolstvo
- zasebno šolstvo

## Vir podatkov
- Ministrstvo za šolstvo in šport
- Ministrstvo za visoko šolstvo, znanost in tehnologijo